# Medaille für Rettung aus Lebensgefahr (Nassau)
Die Medaille für Rettung aus Lebensgefahr wurde am 13. Februar 1843 durch Herzog Adolph von Nassau gestiftet und konnte allen Personen verliehen werden, die unter eigener Lebensgefahr einen anderen Menschen gerettet hatten. Für eine Verleihung war nicht ein Erfolg der Tat notwendig. Es genügte bereits die Absicht bzw. der Versuch.

## Aussehen und Trageweise
Die aus Silber gefertigte runde Medaille zeigt das nach links gewendete Brustbild des Stifters mit der Umschrift ADOLPH HERZOG ZU NASSAU. Rückseitig ist die vierzeilige Inschrift FÜR RETTUNG AUS LEBENSGEFAHR zu lesen. Darunter befindet sich ein verzierter waagrechter Stab.
Getragen wurde die Auszeichnung an einem ponceauroten Band auf der linken Brustseite.

## Sonstiges
Mit der Verleihung war eine Geldprämie verbunden.
Wurde ein Inhaber der Medaille für Rettung aus Lebensgefahr zu einer Zuchthausstrafe verurteilt, so zog dies den Verlust der Medaille nach sich.